# Värnamo Maskin AB
Värnamo Maskin AB har sina rötter i Malmstens Mekaniska Verkstad, som grundades 1892 vid Kröcklebäcken i Värnamo av smedmästaren Johan Magnus Malmsten (1856–1932).
Verkstaden blev Värnamos första mekaniska verkstad och gjuteri.
År 1899 flyttade firman till bondgården Värnamo Pilagård i Värnamo, där Johan Magnus Malmsten också grundade det första kraftverket i Värnamo, till en början med en encylindrig ångmaskin och en ångpanna. Johan Magnus Malmstens verkstad blev därmed det första i trakten som drevs med elektricitet. Efter några år utrustades kraftverket med ett suggasverk på 125 hästkrafter, försett med direktdriven dynamo för likström. Kraftbolaget Wernamo Kraft såldes 1910 och utvecklades 1916 till Åby kraftstation.
Produktionen var tidigt inriktad på träförädlingsmaskiner, torvverk och verkstadsmaskiner. År 1916 såldes företaget till John Källberg (född 1894) och bröderna Arvid, (1886–1955), Gunnar (född 1897) och Hjalmar Larsson (född 1889) och blev Värnamo Maskin AB. Företaget utvecklades och tillverkade med tiden framgångsrikt svarvar, kipphyvlar, borrmaskiner och fräsmaskiner.
År 2001 tog Storebro Industrier AB över Värnamo Maskins hela program. Detta företag gick i konkurs 2018, men återstartades under namnet Storebro Industrier Nya AB. Fräsmaskinerna säljs dock fortfarande (2020) under varumärket "VMA Värnamo Maskin".

## Maskinservice i Värnamo AB
Maskinservice AB i Värnamo avknoppades från Värnamo Maskin i slutet av 1990-talet.
Maskinservice i Värnamo köptes senare av Bromi Gruppen AB i Lomma, som ägs av Mekana Maskin AB i Örebro.